# Waldgebiet Ferchau bei Salzwedel
Das Waldgebiet Ferchau bei Salzwedel ist ein FFH-Gebiet in den Gemeinden Wallstawe und Kuhfelde und der Kreisstadt Salzwedel im Altmarkkreis Salzwedel in Sachsen-Anhalt.

## Allgemeines
Das FFH-Gebiet ist circa 718 Hektar groß. Es überlagert sich mit dem Landschaftsschutzgebiet „Salzwedel-Diesdorf“. Rund 40 Hektar des FFH-Gebietes bilden das aus drei Teilflächen bestehende Naturschutzgebiet „Ferchauer Forst“, drei Eichen sind als Naturdenkmale ausgewiesen. Das FFH-Gebiet ist durch die Landesverordnung zur Unterschutzstellung der Natura 2000-Gebiete im Land Sachsen-Anhalt (N2000-LVO LSA) seit dem 21. Dezember 2018 rechtlich gesichert. Zuständige untere Naturschutzbehörde ist der Altmarkkreis Salzwedel.

## Beschreibung
Das FFH-Gebiet liegt südwestlich von Salzwedel. Es umfasst ein relativ großes und vielfach naturnahes Waldgebiet, in das Eichen-Hainbuchenwäldern in der Ausprägung Sternmieren-Eichen-Hainbuchenwald eingebettet sind. Die Baumschicht wird von Stieleiche und Hainbuche dominiert, zu der sich die Rotbuche gesellt. In geringerem Umfang sind Buchenwälder in der Ausprägung Hainsimsen-Buchenwald bzw. Waldmeister-Buchenwald zu finden, die als natürliche Waldgesellschaft des Standortes gelten, während die Eichen-Hainbuchenwälder durch die Nutzung als Waldweide und Mittelwald entstanden sind. Nur kleinflächig sind Eichenwälder auf Sandebenen ausgebildet, die ebenfalls aus der Nutzung hervorgegangen sind.
In der Strauchschicht der Wälder sind Vorkommen der Stechpalme zu finden. Die Krautschicht der Eichen-Hainbuchenwälder wird von Waldflattergras, Dreinerviger Nabelmiere und Waldgeißblatt sowie teilweise auch Waldknäuelgras, Echter Sternmiere, Waldmeister und Vielblütiger Weißwurz gebildet. Moose sind beispielsweise durch Goldenes Frauenhaarmoos vertreten.
Die Wälder beherbergen verschiedene Fledermausarten, darunter Mopsfledermaus, Braunes Langohr, Fransenfledermaus, Großer Abendsegler und Zwergfledermaus. In den im Naturschutzgebiet „Ferchauer Forst“ liegenden Wäldern wurden mehr als 30 Brutvogelarten nachgewiesen, darunter zahlreiche Höhlenbrüter. Kleingewässer im FFH-Gebiet sind Lebensraum für Kammmolch, Moorfrosch und Laubfrosch.
Das FFH-Gebiet ist größtenteils von landwirtschaftlichen Nutzflächen umgeben. Stellenweise sind randlich landwirtschaftliche Nutzflächen in das FFH-Gebiet einbezogen. Das FFH-Gebiet grenzt im Osten an die Bundesstraße 248 und im Westen an die Landesstraße 8.